# Paul Dedic
Paul Dedic (* 19. Februar 1890 in Olmütz; † 20. März 1950 in Graz) war ein österreichischer Geistlicher und Kirchenhistoriker.

## Leben und Wirken

### Zeit in Mähren
Paul Dedic wurde am 19. Februar 1890 als Sohn und Nachkomme sudetendeutscher evangelischer Geistlicher in der Stadt Olmütz in Nordmähren geboren. Seine Eltern waren Johann Dedic, Pfarrer und Superintendentenstellvertreter in Olmütz, und dessen Ehefrau Emilie (geborene Opočenský; † Juli 1941 in Brünn). Sein Großvater mütterlicherseits war der reformierten Pfarrer und Senior Karl Opočenský († 1899) und sein Urgroßvater mütterlicherseits war der reformierten Pfarrer und Mährische Superintendent H. B. Georg (Jiří) Opočenský (* 21. Januar 1781; † 5. Januar 1842). Ein Onkel mütterlicherseits war Josef Opočenský (* 9. März 1814; † 17. Juli 1870), der ebenfalls evangelischer Geistlicher und als solcher ab 1855 im US-Bundesstaat Texas tätig war. Ein Bruder seines Großvaters mütterlicherseits, Oskar Opočenský, war ebenso evangelischer Pfarrer. Daneben gab es noch zahlreiche weitere evangelische Geistliche in seinem Stammbaum. Als Paul elf Jahre alt war, starb sein Vater am 2. Juni 1901 in Olmütz nach schwerer Erkrankung. Danach wurden er und sein jüngerer Bruder sowie seine drei Schwestern von der Mutter aufgezogen. Nach dem Besuch der Volksschule und des k. k. deutschen Staatsgymnasiums Olmütz, an der er zum zweiten Schuljahr unter anderem das Josef Wallenda’sche Stipendium erhielt, und daraufhin an die Mittelschule nach Brünn wechselte (Reifeprüfung am 6. Juli 1909), studierte er ab dem Wintersemester 1909/10 an der evangelisch-theologischen Fakultät der Universität Wien. Während dieser Zeit lebte er im Evangelischen Theologenheim in Wien.
Danach setzte er seine Hochschulstudien in Bonn und Berlin fort und beendete diese nach seinem Kandidatenexamen in Heidelberg. Zu seinen Lehrern in dieser Zeit zählten renommierte Kirchenhistoriker wie Georg Loesche (Wien), Heinrich Böhmer (Bonn), Karl Sell (Bonn), Adolf von Harnack (Berlin) oder Hans von Schubert (Heidelberg). Noch in seiner Hochschulzeit kam er in enge Berührung mit der Religions- und Kirchengeschichte, trat aber nach vollendetem Studium zuerst in den kirchlichen Dienst und fungierte von August 1913 bis Mai 1915 als Vikar in Lundenburg, dem heutigen Břeclav, an der Grenze zu Niederösterreich. Seine Prüfung pro ministerio hatte er am 12. September 1913 vor der mährisch-schlesischen Superintendentur A. B. in Bielitz abgelegt. Nachdem er ab August 1913 die Predigtstationen Lundenburg-Eisgrub und Nikolsburg versehen hatte, hielt Dedic am 9. November 1913 in Brünn seine Probepredigt und wurde am 11. November 1913 ebenfalls in Brünn einstimmig zum Vikar gewählt sowie vom k. k. evangelischen Oberkirchenrat als Personalvikar des Seniors Ferdinand Schenner in Brünn mit dem Amtssitz in Lundenburg bestätigt. Am 11. November 1913 fand in Lundenburg auch die feierliche Ordination und Amtseinführung Dedic’ statt. Bereits damals verbrachte Dedic viel Zeit im Mährischen Landesarchiv Brünn sowie in den Stadtarchiven von Brünn und Olmütz und verfasste im Laufe der Jahre seine ersten wissenschaftlichen Arbeiten.

### Über Knittelfeld nach Graz
Nachdem im Jahre 1915 mit der Gemeinde Knittelfeld die 17. evangelische Pfarrgemeinde in der Steiermark gegründet worden war, wurde Dedic zum Vikar in Graz und zugleich zum Pfarrer in Knittelfeld ernannt. Bei der endgültigen Wahl des Pfarrvikars am 13. und 16. Mai 1915 fielen dabei 279 der 286 Stimmen auf Paul Dedic. Ab dieser Zeit fanden jedoch auch Gottesdienste unter der Leitung Dedic’ in anderen steirischen Gemeinde wie etwa in Bruck/Mur, Gratkorn, Peggau oder in Frohnleiten statt. Am 7. September 1915 starb im Landesspital von Laibach sein Bruder Hans Dedic, Student der TH Brünn (stud. ing.) und im Ersten Weltkrieg Kadett im 49. Infanterie-Regiment, im Alter von 21 Jahren an seinen schweren Verletzungen, die er sich am 3. September 1915 auf der Hochebene von Doberdò zugezogen hatte. Ein knappes Jahr zuvor war Hans als Freiwilliger in den Kriegsdienst eingetreten und wurde während seines Dienstes für sein tapferes Verhalten vor dem Feind auch mit der bronzenen Tapferkeitsmedaille ausgezeichnet. Postum wurde ihm im März 1916 auch die silberne Tapferkeitsmedaille verliehen. Von seinen drei Schwestern heirateten zwei; die dritte blieb ledig und lebte als Fürsorgerin bei der Deutschen Landeskommission in Brünn mit der Mutter zusammen. Letztgenannte Schwester beging im Zuge der Vertreibung der Deutschen aus der Tschechoslowakei im Jahr 1945 Selbstmord.
Im März 1917 hatte sich Paul Dedic an der theologischen Fakultät der Universität Wien mit der Dissertation über Die Geschichte der Reformation in Olmütz den Lizenziatengrad erworben. Seine Position als Grazer Vikar an der Seite von Pfarrer und Senior Karl Eckardt hatte er bis Mai 1918 inne; seine Anstellung als Pfarrer in Knittelfeld zumindest bis August 1931. Spätestens im Kirchenjahr 1917 war er laut der Evangelischen Kirchen-Zeitung für Österreich offiziell zum Pfarrer von Knittelfeld (Bekennerkirche) ernannt worden. Im Juni 1918 hatte er die Tochter von Senior Eckardt, Hanni Eckardt, geheiratet und war mit ihr bis zu seinem Tod verheiratet. Im Dezember 1919 war Dedic als einer der Vertreter der Kirche in den Ortsschulrat von Knittelfeld gewählt worden. Im März 1923 erfolgte mit der Dissertation Die kirchlichen Verhältnisse in Mähren im Reformationsjahrhundert an der Universität Wien seine Promotion zum Doktor der Theologie (Dr. theol.).
Bereits 1926 veröffentlichte er in Knittelfeld die Schrift Der Protestantismus in Knittelfeld und Umgebung. Um das Jahr 1927 war Dedic Beisitzer der Sektion Knittelfeld des Deutschen und Österreichischen Alpenvereins. Nach der Übernahme der Herausgeberschaft des Jahrbuchs für die Geschichte des Protestantismus in Österreich durch Karl Völker im Jahre 1930, der damit Georg Loesche ablöste, der ab 1891 vier Jahrzehnte lang die Herausgeberschaft innehatte, fungierte Dedic im Vorstand der Gesellschaft für die Geschichte des Protestantismus in Österreich als Schriftführer. Völker war davor selbst Schriftführer der Gesellschaft gewesen. Im selben Jahr wurde sein Buch Der Protestantismus in Steiermark im Zeitalter der Reformation und Gegenreformation (M. Heinsisus Nachfolger Eger & Sievers Verlag, Leipzig) veröffentlicht. Spätestens ab 1931 lebte er in Graz, wo er bis in die späten 1930er Jahre als Religionsprofessor an Grazer Mittelschulen wirkte. Vom Bundesminister für Unterricht war er dabei im Jänner 1931 vom Hilfslehrer am Bundesrealgymnasium in Knittelfeld zum wirklichen Lehrer der Verwendungsgruppe 5 an den Bundesmittelschulen in Graz mit dem Akademischen Gymnasium als Dienststelle ernannt worden. Im Oktober 1931 wurde Fritz Brand offiziell zum Seelsorger und Religionslehrer in Knittelfeld und damit zum Nachfolger von Paul Dedic gewählt. 1932 kam es zur Veröffentlichung von der Geschichte des Protestantismus in Judenburg mit besonderer Berücksichtigung des evangelischen Kirchen- und Schulwesens in den Jahren 1572–1598, einem Werk, das Dedic ebenfalls während seiner Zeit als Pfarrer in Knittelfeld verfasst hatte.

### Mitwirkung und Herausgeberschaft beim JGPÖ
Im September 1937 – nach dem Tod Völkers – wurde Dedic primo et unico loco für den kirchenhistorischen Lehrstuhl in Wien vorgeschlagen, jedoch kam es aufgrund der politischen Ereignisse rund um den Anschluss Österreichs im Jahre 1938 nie zu dieser Ernennung. Auch im nachfolgenden Jahr, in dem sich Dedic als Dozent für Kirchengeschichte habilitiert hatte, kam es aufgrund der religionsfeindlichen Haltung des Regimes zu keiner Berufung an die Universität Wien. Das Thema seiner Antrittsvorlesung als Dozent lautete Bibel, Postille, Gebet- und Gesangbuch in ihrer Bedeutung für den innerösterreichischen Protestantismus in seiner Verfolgungszeit. Noch zu Beginn des Zweiten Weltkriegs hatte das Reichswissenschaftsministerium den Antrag der Fakultät zur Schaffung zweier neuer Lehrstühle, einmal für Kirchliche und nationale Diasporakunde und einmal für Die Geschichte der Reformation und Gegenreformation in den habsburgischen Ländern, bewilligt und das Reichsfinanzministerium den nötigen Etat genehmigt. Für den erstgenannten Lehrstuhl war der spätere Bischof Gerhard May und für den zweiten Lehrstuhl Paul Dedic vorgeschlagen worden. Seitens der Parteileitung in München, allen voran Martin Bormann, kam es jedoch kurz darauf zum Widerstand und zum generellen Abbau der theologischen Fakultäten im Deutschen Reich. Gustav Entz, der ab 1938 als Dekan fungierte, versuchte bis September 1949 und damit auch weit über das Kriegsende hinaus, erfolglos eine Berufung Dedic’ an die Fakultät zu erwirken.
Da nach 1938 auch der Religionsunterricht an den Mittelschulen stark eingeschränkt wurde, ließ sich Dedic zur Dienstleistung dem Archiv der Steiermärkischen Landesregierung zuweisen, wo er bis zu seinem Ableben verdienstvolle Arbeit leistete. Bis zuletzt wurde er als Mittelschulprofessor geführt und bezog auch immer nur als solcher sein Gehalt bzw. ab dem 1. März 1950 seine Pension. Zu einem Archivbeamten konnte Dedic jedoch nie ernannt werden, da ihm gewisse Prüfungen fehlten. Nach rund acht Jahren als Schriftführer stieg er nach dem Tod Völkers im September 1937 im darauffolgenden Jahr zum Herausgeber des Jahrbuch für die Geschichte des Protestantismus in Österreich auf. Bereits in den Jahren davor hatte Dedic in immer steigendem Maße an den Jahrbüchern der Gesellschaft für die Geschichte des Protestantismus in Österreich mitgearbeitet, aber auch Beiträge in verschiedenen anderen Veröffentlichungen geschrieben. Neben seinen unzähligen Publikationen hielt Dedic im Laufe der Jahre auch zahlreiche Vorträge (beispielsweise Aus den Tagen des steirischen Geheimprotestantismus). Während des Zweiten Weltkriegs folgten zahlreiche weitere Veröffentlichungen, aber auch Archivreisen, die ihn unter anderem auch in den Jahren 1939 bis 1942 nach Süddeutschland (insbesondere nach Nürnberg) führten. Zum 1. Mai 1938 war er der NSDAP beigetreten (Mitgliedsnummer 6.349.268), was nach Kriegsende bei einer etwaigen Berufung an die Fakultät als hinderlich betrachtet wurde. Im Anschluss des Krieges, nachdem unter anderem in Lauffen bei Bad Ischl zahlreiche Nazi-Raubkunst, andere wertvolle bewegliche Kulturgüter und Archivmaterial aus Salzstollen geborgen worden waren, wurden davon rund 150 Kästen, eine Holzbox und sechs Kartons mit Archivmaterial aus der Zeit des 11. bis 17. Jahrhundert an Dedic für das Archiv der Steiermärkischen Landesregierung übergeben. In Angesicht der Gefahren des Krieges hatte er in den Jahren 1943 bis 1945 wertvolles Archivgut aus steirischen Schlössern und Klöstern geborgen bzw. diese in den Jahren 1945 bis 1947 wieder nach Graz zurückgebracht.

### Mitarbeiter am Mennonitischen Lexikon und früher Tod
Anders als noch die meisten seiner Vorgänger beim Jahrbuch für die Geschichte des Protestantismus in Österreich hegte Dedic eine gewisse Wertschätzung gegenüber den Täufern, nachdem davor im Jahrbuch eine klare Distanzierung vorgeherrscht hatte. Ab dem Jahr 1929 war er zudem vom Verein für Reformationsgeschichte mit der Herausgabe der österreichischen Wiedertäuferakten betraut. Nachdem seinen Arbeiten und gründlichen Untersuchungen zur Reformationsgeschichte der Steiermark zumeist nur lokal- bzw. regionalgeschichtliche Bedeutung zugeschrieben wurde, verschaffte sich Dedic durch seine Forschungsarbeit zu den Täufern, das reiches Material aus den Archiven von Wien, Brünn, Nikolsburg, Olmütz, Znaim, Kremsier, Linz und Innsbruck zutage brachte, internationale Bedeutung. Seine Arbeit hierzu begründete seine Mitarbeit am Mennonitischen Lexikon, einer mehrbändigen Enzyklopädie, die Theologie, Personen und Geschichte der Täuferbewegung und insbesondere der Mennoniten abbildet. Das Lexikon erschien in den Vereinigten Staaten bis 1942 weiter, wobei unter anderem Artikel von Dedic ins Englische übersetzt wurden. Des Weiteren wurden einige seiner Artikel auch für die Mennonitische Vierteljahresschrift Mennonite Life ins Englische übersetzt. Die von Dedic gesammelten Täuferakten wurden nach dessen Tod teilweise von Grete Mecenseffy veröffentlicht.
Die letzten Jahre vor seinem Tod waren von gesundheitlichen Problemen geprägt, was, verschiedenen Nachrufen zu urteilen, vor allem stressbedingte Nebenerscheinungen waren. So zeigten sich beim damals 57-Jährigen im Herbst 1947 erste bedenkliche Symptome, als er etwa an schweren Darmstörungen litt. In weiterer Folge wurde Dedic im Evangelischen Diakonissenspital in Graz dreimal operiert. Seine Hauptoperation im April 1948, die ohne Narkose, sondern nur per Lokalanästhesie durchgeführt worden war, dauerte vier Stunden. Im Zuge der Operation wurde ein apfelgroßer bösartiger Tumor entfernt. Nachdem er sich bis zum Sommer 1949 wieder weitestgehend erholt hatte, erfolgte im nachfolgenden Herbst eine Verschlechterung seines Gesundheitszustandes, die eine Leberschwellung, Gelbsucht und eine Bauchwassersucht mit sich brachte. Die Vollendung seines 60. Lebensjahres erlebte er noch bei vollem Bewusstsein, arbeitete auch noch bis zum 5. März 1950 im Archiv, ehe er sich am 7. März 1950 wieder ins Evangelische Pflegeheim begeben musste. Am 20. März 1950 starb Dedic, nachdem er die letzten vier Tage bereits ohne Bewusstsein gewesen war. Am 24. März 1950 hielt Gustav Entz auf Dedic’ eigenen Wunsch hin eine Einsegnungsrede für den Verstorbenen. Die Beerdigung fand an diesem Tag am Evangelischen Stadtfriedhof St. Peter in Graz statt. Eine von Dedic geplante Gesamtdarstellung der Geschichte des österreichischen Protestantismus, die sein Hauptwerk werden sollte, kam aufgrund seines frühen Ablebens nicht mehr zustande.

## Werke (Auswahl)
- 1926: Der Protestantismus in Knittelfeld und Umgebung
- 1930: Der Protestantismus in Steiermark im Zeitalter der Reformation und Gegenreformation
- 1932: Geschichte des Protestantismus in Judenburg mit besonderer Berücksichtigung des evangelischen Kirchen- und Schulwesens in den Jahren 1572–1598.
- 1938: Der Kärntner Protestantismus von der Adelsemigration bis zum Ende des 17. Jahrhunderts. In: Jahrbuch für die Geschichte des Protestantismus in Österreich, Band 58
- 1940: Die Verpflanzung steirischer Familien nach Ungarn in den Jahren 1752–65. In: Das Joanneum II
- 1942: Neue Quellen zur Geschichte des Protestantismus in Innerösterreich. In: Archiv für Reformationsgeschichte, Band 39
- 1948: Nachwirkungen der großen Emigration in Salzburg und Steiermark. In: Jahrbuch für die Geschichte des Protestantismus in Österreich, Band 65/66
- andere Publikationen in
  - Carinthia, Klagenfurt
  - Blätter für Heimatkunde, Graz
  - Der Säemann, Graz
  - Grazer Tagespost, Graz
  - Jahrbuch für die Geschichte des Protestantismus in Österreich
  - Zeitschrift des Historischen Vereines für Steiermark, Graz
  - Zeitschrift für Kirchengeschichte, Stuttgart
  - Theologische Literaturzeitung
  - Volksforschung
  - Grazer Kirchenbote
  - usw.